# Change 123
Change 123 (ちぇんじ123, Chenji Hi-Fu-Mi) is een Japanse mangaserie geschreven door Iku Sakaguchi en getekend door Shiuri Iwasawa. De serie werd van juni 2005 tot juni 2010 gepubliceerd in het Japanse maandblad Champions Red van de uitgeverij Akita Shoten. De individuele hoofdstukken zijn gebundeld in 12 delen en uitgegeven in Japan van 20 september 2005 tot 5 juli 2010. Van de serie is ook een drama-cd uitgebracht.

## Verhaal
Change 123 volgt Kosukegawa Teruharu, een fan van Kamen Raider (een parodie op Kamen Rider), en een tienermeisje genaamd Gettou Motoko met een multipele persoonlijkheidsstoornis. Gettou werd op jonge leeftijd wees toen haar moeder overleed, en werd door 3 mannen geadopteerd die alle drie meester zijn in een specifieke vechtstijl. Gettou's hele jeugd stond in teken van zware, belastende vechttrainingen waarbij ze zo ver werd gedreven dat ze drie gespleten persoonlijkheden heeft gecreëerd genaamd Hibiki, Fujiko en Mikiri, samengevoegd ook wel FiFuMi genoemd. Elke persoonlijkheid is een meester in een van de verschillende vechtstijlen die haar door haar vaders werden geleerd. Wanneer Kosekugawa toevallig getuige is van een mishandeling van een man door Hibiki, belooft Gettou aan Kosukegawa dat ze alles voor hem zal doen als hij haar geheim niet door vertelt. De twee worden snel vrienden en Kosukegawa begint gevoelens te krijgen voor alle persoonlijkheden van Gettou, terwijl dit andersom ook gebeurd. Motoko is van mening dat er iets moet gebeuren met haar persoonlijkheden omdat ze zelf vindt dat haar agressieve acties door haar andere persoonlijkheden niet langer door kunnen gaan. Samen met Kosukegawa gaan ze op zoek naar een manier om van haar sluimerende woede af te komen en om haar verschillende persoonlijkheden te fuseren naar een persoonlijkheid.